# Poço Azul
O Poço Azul é uma caverna localizada na cidade brasileira de Nova Redenção, na Chapada Diamantina, região central do estado da Bahia,  e que se constitui uma das atrações turísticas da região.
Fica situado a cerca de vinte quilômetros do Poço Encantado e, como esta outra gruta da cidade, também possui águas límpidas e transparentes mas, ao contrário da outra lapa, ali o banho é permitido já que o fluxo de água permite uma renovação maior que o daquele. É possível, assim, vislumbrar de perto os peixes troglóbios, bem como uma formação rochosa submersa que se assemelha à mandíbula de um tubarão, por sua forma arqueada.
No seu interior foi encontrado o registro fóssil completo de um megatério que foi levado para a Universidade Federal da Bahia. Outros exemplares de megafauna voltaram a ser localizados ali, desta vez por estudiosos da PUC-MG, havendo por parte dos moradores locais "interesse em conhecer os fósseis encontrados na caverna e os reconhece como potencial econômico, social e cultural para a região", como mais um atrativo aos turistas que ali visitam.
Os achados paleontológicos ali motivaram a realização de premiado documentário, intitulado O Brasil da Pré-História: o mistério do Poço Azul, lançado em 2007.